# Wek I (Batang Toru)
Wek I is een bestuurslaag in het regentschap Tapanuli Selatan van de provincie Noord-Sumatra, Indonesië. Wek I telt 1231 inwoners (volkstelling 2010).